# 台灣駐利比亞商務代表處
台灣駐利比亞商務代表處，是臺灣政府曾設立在利比亚的官方代表處。在中華民國與利比亞雙方沒有正式外交關係的情況下，代表處實際上行使大使館的職能。

## 歷史
2008年2月13日，在利比亞首府的黎波里正式掛牌運作。2011年9月4日，因利比亞動亂持續，暫停運作。2017年，正式裁撤。